# Stormy Daniels
Stormy Daniels, geboren als Stephanie Gregory Clifford (Baton Rouge, 17 maart 1979), is een Amerikaanse pornoactrice, pornofilmregisseuse en voormalig erotisch danseres.

## Biografie
Daniels groeide volgens haarzelf op in een gemiddeld gezin met een lager inkomen en werd opgevoed door haar moeder, nadat haar ouders rond haar vierde waren gescheiden. Als kind volgde ze dans- en paardrijles. Op haar zeventiende danste ze in een stripclub en in 2000 trad ze voor het eerst op in een pornofilm: Big Busted Goddesses of Las Vegas. Anno 2022 had ze in 160 films gespeeld, bijna honderd films geregisseerd en voor ongeveer honderd films het scenario geschreven.

### Persoonlijk leven
In januari 2018 onthulde de Amerikaanse krant The New York Times dat Stephanie Clifford, alias Stormy Daniels, in 2006 een seksaffaire zou hebben gehad met Donald Trump. Diens voormalige persoonlijk advocaat Michael Cohen erkende ongeveer een maand later kort voor de presidentsverkiezingen van 2016, waarvoor Trump zich kandidaat had gesteld, 130.000 dollar aan zwijggeld aan Clifford te hebben betaald. Omdat hij dit deed in verkiezingstijd en niet declareerde, loopt er in 2024 hiervoor een rechtszaak tegen Trump.

### Politiek
Clifford is lid van de Republikeinse Partij en beschouwt zichzelf als een libertariër. Na haar vermeende affaire met Donald Trump kreeg ze politieke ambities. Zo stelde Daniels zich ooit kandidaat om senator te worden, maar dat was zonder succes.

## Prijzen
- 2003 - Adam Film World Contract Babe of the Year
- 2004 - NightMoves Best Actress
- 2004 - AVN Award for Best New Starlet
- 2005 - NightMoves Best New Director
- 2005 - CAVR Star of the Year
- 2006 - CAVR Best Feature Director
- 2006 - NightMoves Best Actress
- 2006 - Exotic Dancer Adult Movie Feature Of The Year
- 2006 - Temptation Awards Best Actress
- 2006 - F.A.M.E. Awards for Favorite Breasts
- 2006 - AVN Award for Best Screenplay – Camp Cuddly Pines Powertool Massacre
- 2006 - Adam Film World Crossover Performer of the Year
- 2006 - XRCO Award for Mainstream Adult Media Favorite
- 2007 - CAVR Best Feature Director
- 2007 - F.A.M.E. Awards for Favorite Breasts
- 2007 - Golden G-String Award
- 2007 - AEBN Performer of the Year
- 2007 - AVN Award for Contract Star of the Year
- 2008 - AVN Award for Crossover Star of the Year
- 2008 - XBIZ Award for Crossover Star of the Year
- 2008 - Adam Film World Actress of the Year
- 2008 - XRCO Award for Mainstream Adult Media Favorite
- 2008 - XRCO Award for Best Director - Features
- 2008 - F.A.M.E. Awards
- 2008 - Night Moves Adult Entertainment Award – Best Director, Fans' Choice
- 2008 - Night Moves Adult Entertainment Award – Best Director, Editors' Choice
- 2009 - F.A.M.E. Awards for Favorite Breasts
- 2009 - Free Speech Coalition Positive Image Award

- Gemeinsame Normdatei: 1169614116
- International Standard Name Identifier: 0000 0004 9974 5335
- Library of Congress Control Number: no2018141350
- Nationale Bibliotheek van Polen: a0000003755253
- Virtual International Authority File: 5728152684023723430007
- WorldCat: E39PBJvMBXQwg8GykhXvgwdG73

 Portaal film · Portaal seksualiteit